# Пшедеч (гміна)
Гміна Пшедеч (пол. Gmina Przedecz) — місько-сільська гміна у північно-західній Польщі. Належить до Кольського повіту Великопольського воєводства.
Станом на 31 грудня 2011 у гміні проживало 4339 осіб.

## Територія
Згідно з даними за 2007 рік площа гміни становила 76.52 км², у тому числі:
- орні землі: 79.00%
- ліси: 14.00%

Таким чином, площа гміни становить 7.57% площі повіту.

## Населення
Станом на 31 грудня 2011:
| Опис     | Загалом | Загалом | Чоловіки | Чоловіки | Жінки | Жінки |
| -------- | ------- | ------- | -------- | -------- | ----- | ----- |
| одиниця  | осіб    | %       | осіб     | %        | осіб  | %     |
| все      | 4339    | 100     | 2152     | 49.60    | 2187  | 50.40 |
| міське   | 1784    | 100     | 881      | 49.38    | 903   | 50.62 |
| сільське | 2555    | 100     | 1271     | 49.75    | 1284  | 50.25 |

## Сусідні гміни
Гміна Пшедеч межує з такими гмінами: Домбровіце, Ізбиця-Куявська, Клодава, Ходеч, Ходув.